# Північнокримський канал
Півні́чнокри́мський кана́л (крим. Şimaliy Qırım kanalı, колишній — Північно-Кримський канал імені ЛКСМУ) — іригаційна споруда, зрошувально-обводнювальний канал на півдні України (Херсонська область та АР Крим). Одна з найбільших іригаційних споруд колишнього СРСР. Бере води в річці Дніпро (Каховське водосховище). До 2014 року канал забезпечував до 85 % потреб Криму у прісній воді. Не судноплавний.
З квітня 2014 по березень 2022 року був відключений на вході до Криму. 24 лютого 2022 року, в перший день повномасштабного російського вторгнення в Україну, російські окупанти захопили Каховську ГЕС та початок каналу. Після знищення греблі Каховського водосховища подача дніпровської води каналом була припинена.

## Історія

### Організація будівництва
У 1846 році директор Нікітського ботанічного саду Християн Стевен, згадуючи посуху і голодомор 1833 року, вперше запропонував використовувати води річки Дніпро в степовій частині Кримського півострова шляхом будівництва каналу. Проєкт передбачалося витратити 40 млн російських рублів, які так і не виділив уряд. 1916 року аналогічний проєкт запропонував начальник Нижньо-Дніпровських досліджень В. Чіков.
21 вересня 1950 року ухвалено рішення про будівництво Північнокримського каналу постановою ЦК ВКП(б) та Ради Міністрів СРСР про будівництво Каховської ГЕС на річці Дніпро, Південноукраїнського та Північнокримського каналів. У лютому 1961 року пленум Кримського обкому партії оголосив будівництво Північнокримського каналу всенародним будівництвом, в якому взяли участь 10 тисяч будівельників. У 1963 році для організації будівництва зрошувальних систем було створено потужну будівельну організацію «Укрводбуд». Проєктні та вишукувальні роботи щодо будівництва Північнокримського каналу та його зрошувальних систем виконував колектив українського проєктно-вишукувального інституту «Укрдніпроводгосп» (м. Київ).

### Черги будівництва

Пам'ятний знак на місці вибуху 17 жовтня 1963 року, який відкрив Північнокримський канал

У 1957 році розпочалося будівництво каналу та зрошувальних систем, яке здійснювалось у три черги:
- 17 жовтня 1963 року, об 11:45, відбулося відкриття першої черги, вибухом було зруйновано останній земляний пересип на Перекопі[9]. Червону стрічку на відкритті перерізав перший секретар ЦК КПРС Микита Хрущов[10]. На згадку про цю подію у Красноперекопську зведено меморіальний комплекс «Три штурми Перекопу». У 1963 році вода самопливом почала транспортуватися до Красноперекопська[7], у вересні 1965 року — до Джанкоя, у 1971 році, за допомогою помпових станцій — до Керчі[1].

29 грудня 1975 року завершено будівництво каналу із введенням в експлуатацію Керченського водосховища. Проєктна площа зрошення — 187,7 тис. га Присиваської низовини, південного узбережжя Каркінітської затоки, центральної частини степового Криму, Тарханкутського плато. Довжина магістралі 402,6 км; проєктна потужність 294 м³/с води; середня ширина — 10—15 м; максимальна глибина — до 6 м.
- У квітні 1979 року розпочалося будівництво другої черги[9]. Проєктна площа зрошення — 80 тис. га[2]. Головною метою цієї черги було забезпечення водою Сімферополя та Південного узбережжя Криму, поблизу села Скворцове зведено Міжгірне водосховище (50 млн м³)[9][7]. Будівництво другої черги було завершено у 1986 році[7]. З'єднувальний канал (завдожки 46 км) поєднав Роздольненський й Чорноморський канали 5 насосними станціями, що піднімали воду на висоту 88 м[7]. Заплановані водосховища Заповідне-1 і Заповідне-2, південніше Сімферополя, через брак коштів так і не були побудовані[9].
- 15 липня 1983 року розпочалося будівництво третьої черги каналу. Проєктна площа зрошення — 89,3 тис.га. Проєктна потужність 100 м³/с води. Через складну економічну ситуацію в СРСР у 1980-х роках третя черга залишилась недобудованою, а будівництво четвертої черги так і не розпочато[9].

Одночасно з будівництвом каналу та його зрошувальних систем розвивалась інфраструктура степових районів Криму та Херсонщини, збільшувалась чисельність сільського населення в районах інтенсивного зрошувального землеробства.
Головне управління ПКК розташоване у місті Таврійськ Херсонської області.

### Використання в СРСР та незалежній Україні
Канал використовувався для перекидання зарегульованого стоку Дніпра в посушливі степові райони Південної України з метою зрошування сільгоспугідь, водопостачання Сімферополя, Севастополя, Судака, Феодосії та Керченського півострову.

### Закриття

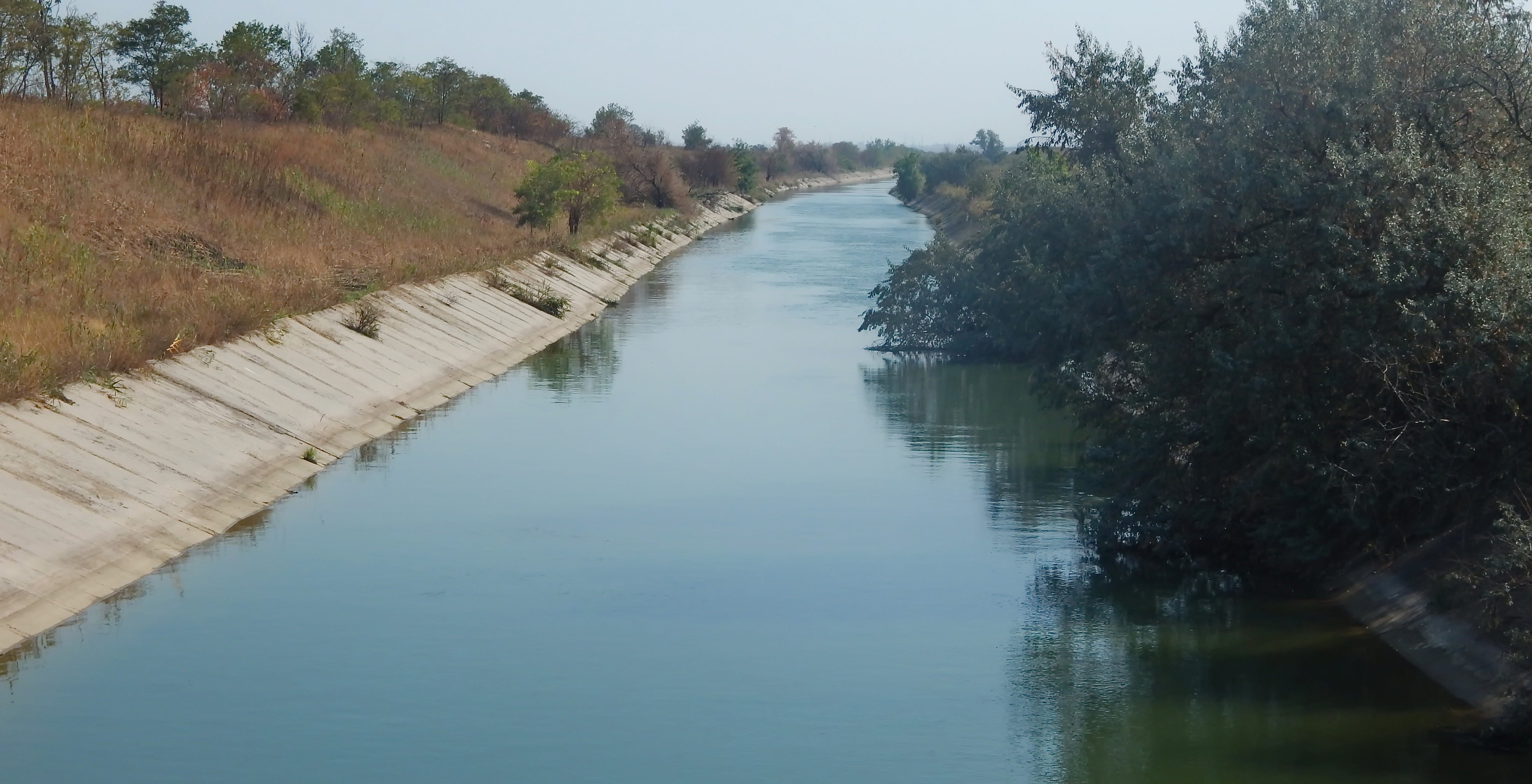
Північнокримський канал у 2015 році

У березні 2014 року, після окупації Криму Росією, українська влада перекрила канал зі свого боку, посилаючись на те, що за Женевською конвенцією забезпечення водою покладається на державу-агресора. Російська окупаційна адміністрація Криму не уклала відповідної угоди з Держводагентством України і не розрахувалася з боргами за перекачування води (близько 1,5 млн гривень). Натомість здійснювався несанкціонований забір води, що надходила самопливом. Іншою підставою для перекриття було символічне значення каналу: він уособлював зв'язки, що раніше сполучали Росію та Україну.
Андрій Сенченко, який тоді виконував обов'язки заступника голови адміністрації президента України, ініціював спорудження дамби на каналі. На його думку, перекриття надходження води в Крим завдало Росії стільки ж збитків, скільки міг би спричинити військовий спротив. Другу, додаткову, дамбу збудували українські фермери. У травні 2014 року Україна почала будувати поблизу Каланчака, на мосту поблизу автошляху М17E97 (Херсон — Армянськ — Керч), пункт обліку подачі води до Криму й остаточно перекрила подачу води на півострів.
На думку почесного меліоратора України Георгія Капшука: «Якщо ще рік не буде використовуватися канал — прощавай, Північнокримський! Цей залізобетон — він як живий організм. Влітку, коли ґрунт нагрівається до 60°С, а води немає — його коробить, веде. 11 000 км каналів міжгосподарських, зрошувальних і трубопроводів! Як звідси до Аляски! Йому без води стояти влітку не можна».
Задля забезпечення питною водою Судаксько-Феодосійського регіону за дорученням Уряду РФ та окупаційної так званої «Ради Міністрів» окопованого Криму «Рескомводгосп» організував у травні 2014 року перекидання частини стоку річки Біюк-Карасу (5 м³/с) до Північнокримського каналу, задля наповнення Феодосійського водосховища.

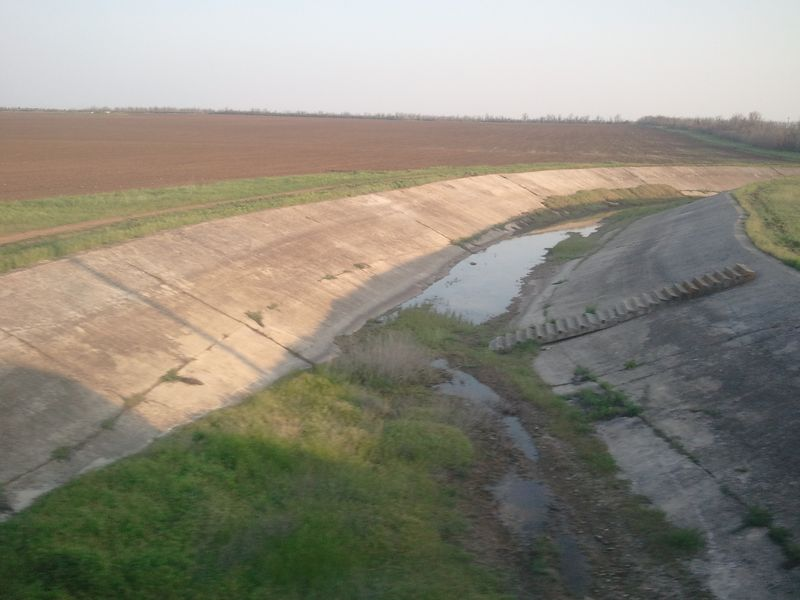
Стан каналу у 2019 році

Припинення водопостачанням в окупований Крим завдало важких збитків сільському господарству. Господарство України також постраждало, особливо вирощування рису. В Криму ситуація стала критичною у 2020 році, коли через малу кількість опадів і малосніжну зиму сталася посуха.
Напруга через канал суттєво зросла останні місяці 2021 року. Захоплення Росією контролю над каналом розглядалося як один з приводів майбутньої відкритої війни з Україною.
Під час російського вторгнення в Україну 2022 року однією з першочергових цілей російських окупантів було захопити Каховську ГЕС, щоб відновити подачу води в окупований Крим. 24 лютого 2022 року вони захопили Каховську ГЕС. Попри це подача води каналом так і не відбулася. 25 лютого 2022 року окупаційний «голова Криму» Сергій Аксьонов заявив, що для відновлення подачі води Північнокримським каналом на територію Кримського півострова необхідно два тижні. 12 березня 2022 року Голова української військової розвідки Кирило Буданов повідомив, що канал складається з низки складних гідротехнічних споруд, тому одне лише захоплення Каховської ГЕС не може забезпечити Крим водою.

### Використання окупаційною владою
Задля забезпечення окупованого Росією Криму водою, 26 лютого 2022 року російські військові підірвали рукотворну дамбу на Херсонщині, що перегороджувала Північнокримський канал. Але вода стала надходити в Крим лише у другій половині березня 2022 року після того, як росіяни підірвали другу дамбу, зведену у 2017 році, не змігши відкрити її шлюзи (підйомні механізми шлюзів не були встановлені).
За рішенням проросійської влади окупованого Криму, воду з Північнокримського каналу навесні 2022 року безкоштовно отримали аграрії, рибні господарства та великі промислові підприємства півострова. У 2023 році планувалося встановити платню за водокористування. Воду з Дніпра було спрямовано на вирощування водозатратних сільгоспкультур, таких, як рис і соя. Проте за 8 років, що канал не наповнювався водою, він сильно замулився, насосні станції було зруйновано, а бетонні плити в деяких місцях прибрано. Як наслідок, у Міжгірне водосховище поблизу Сімферополя вода так і не надійшла. Безконтрольне швидке наповнення каналу водою завдало йому суттєвих руйнувань. Великі обсяги води марнувалися.
У лютому 2023 року російський держкомітет з водного господарства та меліорації Криму доповів, що на півострові зрошувалося 12,2 тис. га — стільки ж, скільки у 2021 році без води із каналу. Через випаровування та фільтрацію в ґрунт, за різними оцінками, йшло 40-60 % об'єму води. Площа Міжгірського водосховища, що накопичувало воду з каналу у 2022 році складала 5 % від максимальної. Влітку 2022 року надлишок води із Сімферопольського водосховища було скинуто у річку Салгир. Через це рівень води в річці піднявся і вона підтопила декілька сіл у Сімферопольському районі.
Перекриття Північнокримського каналу розглядалося як українськими, так і американськими експертами (зокрема Олегом Ждановим і Бен Годжесом) як частина стратегії зі звільнення Криму.
Наприкінці лютого 2022 року частину каналу на Херсонщині було підірвано росіянами. Це унеможливило зрощування сільгоспземель на території Скадовського та Каховського районів Херсонської області. Процесом керували генерал-майор, заступник командувача Чорноморського флоту РФ, полковник, командир 11-ї інженерної бригади Південного військового округу. Вони віддали наказ солдатам РФ про замінування і підрив об'єкту в декількох місцях. 17 травня двоє офіцерів РФ отримали підозри.
6 червня 2023 року росіяни підірвали греблю Каховської ГЕС, що спричинило стрімке зміління Каховського водосховища та затоплення берегів Дніпра нижче за течією. Внаслідок зміління водосховища вода перестала надходити до каналу.

## Характеристики

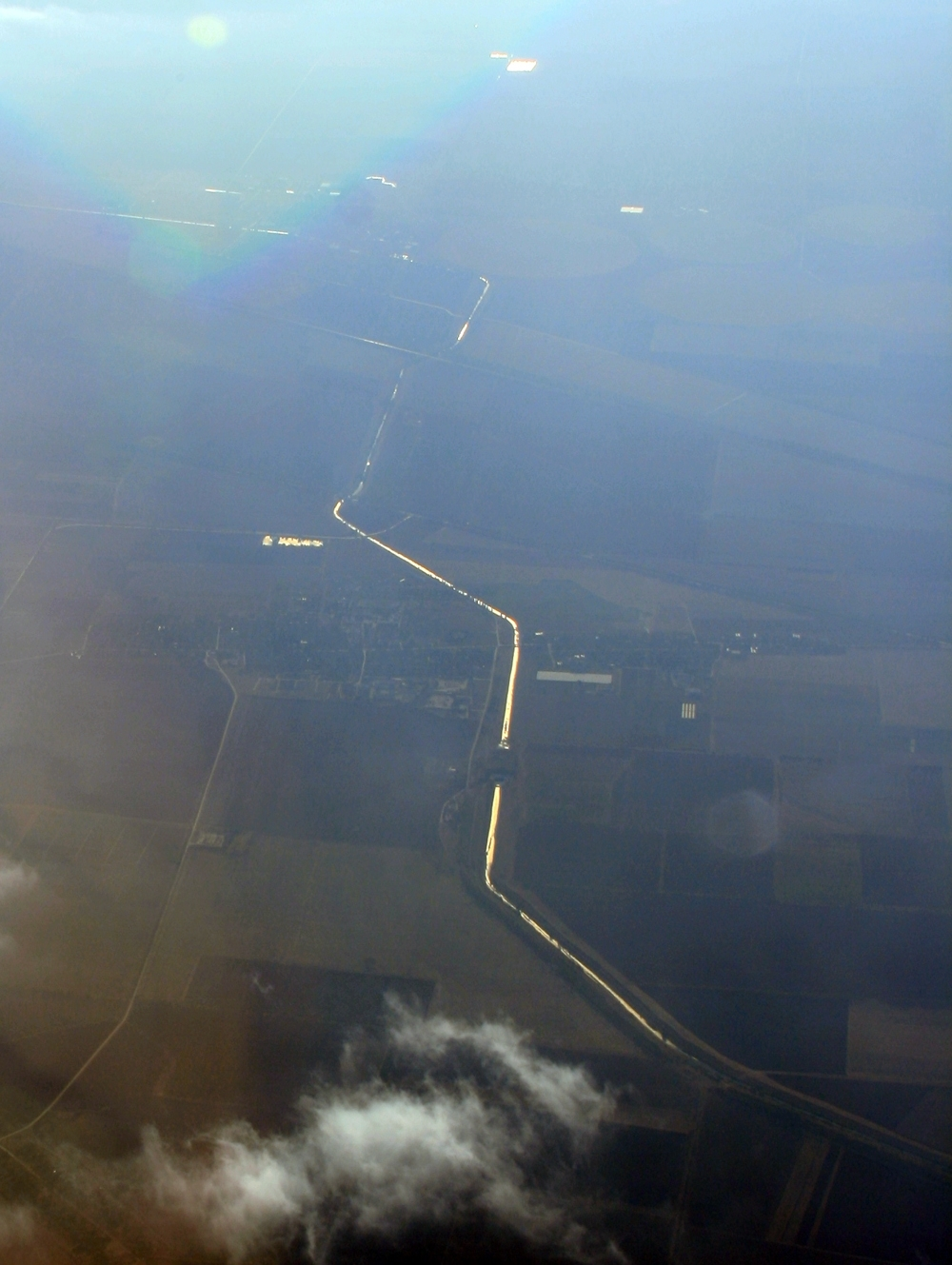
Ділянка Північнокримського каналу

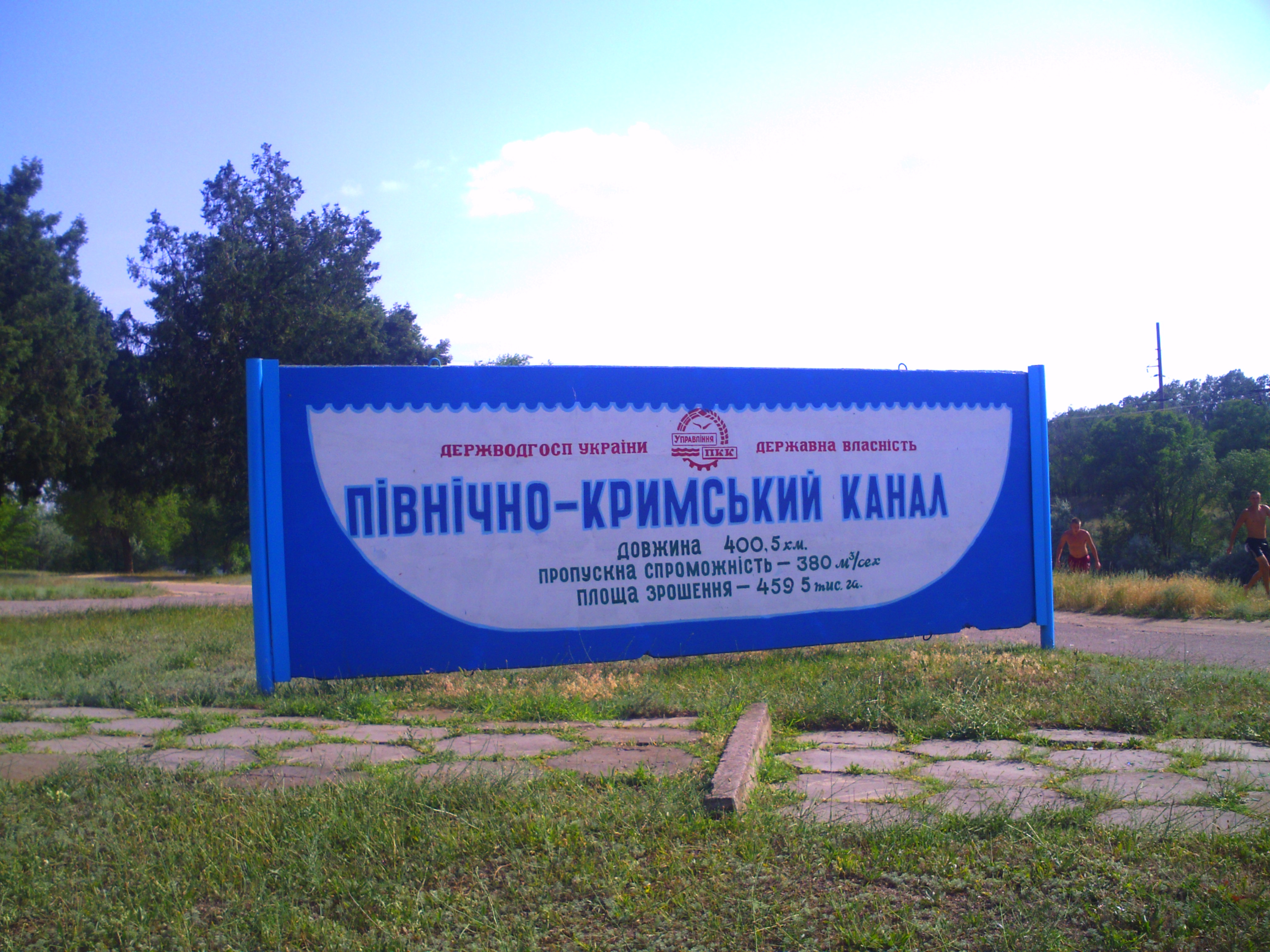
Стела з характеристикою каналу

Починався Північнокримський канал з Каховського водосховища (витрати води 294 м³/с), від міста Таврійськ і простягався на південь, через Причорноморську низовину й Перекопський перешийок, до Криму. Довжина каналу складала 402,6 км, ширина — від 110—120 м (до Краснознам'янського каналу) до 25-30 м (поблизу міста Джанкой), середня глибина — 4,6 м. Максимальна пропускна здатність становить 380 м³/с. Перша ділянка каналу (завдожки 208,9 км) — самопливна, на інших ділянках працює чотирисхідчастий машинний водопідйом. Площа систем з самопливним зрошенням — 35 тис. га. Далі вода по магістральному каналу подається за допомогою насосних станцій: № 1 Джанкой (висота підйому води — 9,2 м); № 2 селище Ічкі (висота підйому води — 25,6 м); № 3 та № 4 біля Зеленого Яру подають воду трубопроводом (завдовжки 30 км, діаметром 900 і 1200 мм) на водоочисні споруди міста Керч та в резервне водосховище Станційне (Керченське).
Від магістрального Північнокримського каналу відходять Краснознам'янський канал, а на території Криму, наряду з іншими розподільчими каналами, — три великі зрошувально-обводнювальні гілки загальною довжиною 300 км: Роздольненська (яка далі переходить в З'єднувальний канал, від якого відходить Західно-Чорноморська гілка, та Сакський канал), Курманська гілка та Азовський рисовий канал. В Криму загальна довжина канальної мережі систем зрошення Північнокримського каналу становить 10761,1 км. З Північнокримського каналу одержує живлення також Чаплинська зрошувальна система Херсонської області (17,2 тис. га).
На ділянках магістрального каналу, його відгалужень і розподільників, де у зв'язку з геологічними умовами втрати води на фільтрацію дуже великі, є захисні антифільтраційні екрани (бетонне облицювання (200 км), поліетиленова плівка, прикрита монолітним або збірним залізобетоном, ущільнений суглинковий екран тощо), а в інших випадках канали проходять в природних ґрунтах. Внутрішньогосподарські канали були виконані у залізобетонних лотках і закритих трубопроводах.
Загальний об'єм води, що подавався по каналу в радянські часи становив: для потреб побутового і технічного водопостачання, — 0,41 млрд м³, для зрошування — 3,51 млрд м³ на рік. Кожен рік (до 2014 року) на Кримський півострів на потреби питного водопостачання та зрошення каналом подавалось понад 1,2 млрд м³ дніпровської води, що становить 85 % від загального обсягу водоспоживання в Автономній Республіці Крим. Для забезпечення гарантованого водопостачання побудовано та наповнювалось 6 наливних водоймищ в Криму (Феодосійське, Фронтове, Юзмацьке (Ленінське), Самарлинське, Старокримське, Керченське (Станційне), Міжгірне), 126 насосних станцій для подачі води на зрошувальні землі, 256 інших великих гідротехнічних споруд; здійснювалось телемеханічне керування гідротехнічними затворами й автоматичне керування великими насосними станціями. Для запобігання підйому ґрунто-іригаційних вод та вторинного засолення ґрунтів у зоні зрошення Північнокримського каналу було побудовано дренажні системи, загальна довжина колекторно-дренажних мереж яких в АР Крим становить близько 14 000 км.
Канал працював сезонно — з березня по грудень.
Організація, що здійснювало технічну експлуатацію магістрального Північнокримського каналу — Управління ПКК (м. Таврійськ).

## Економіка

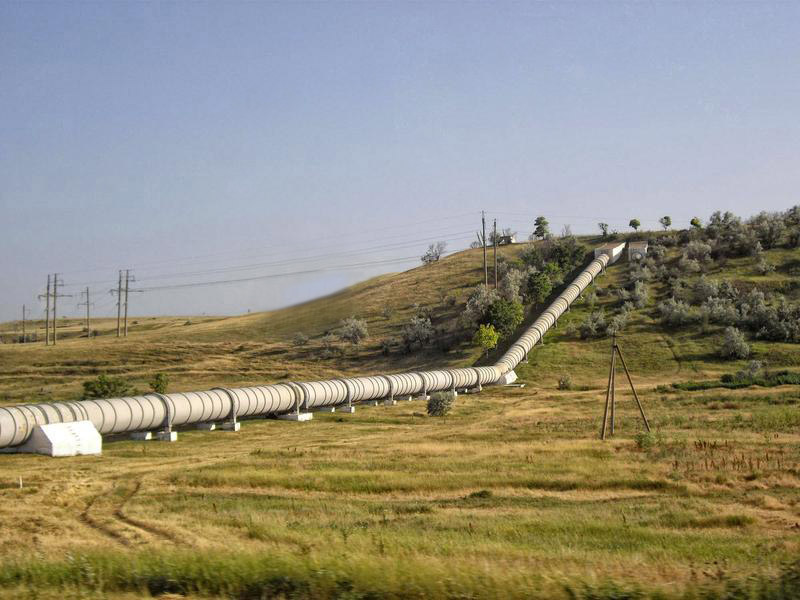
Дюкерний перехід із сакської гілки Північнокримського каналу до Міжгірського водосховища

Вже перша черга Північнокримської зрошувальної системи збільшили вчетверо зрошувальні площі Кримської області УРСР. Було започатковане рибництво, закладені садки та виноградники, врожайність зернових зросла в 4-5 разів. У 1990 році виробництво зерна і м'яса в порівнянні з 1963 роком збільшилось в 2 рази, молока — в 2,7 рази, фруктів — в 5 разів, овочів — в 2,2 рази, кормів — в 3,3 рази (що дозволило збільшити поголів'я великої рогатої худоби в 1,4, а свиней — в 1,6 рази). Завдяки зрошуваному землеробству у 1990 році Крим виробляв 38 % винограду, 15 % плодів і ягід, 6 % овочів, 4,6 % м'яса СРСР. 80 % води каналу використовувалося для потреб аграріїв, з них 60 % — для вирощування рису.
Для потреб іригації в Сімферополі був побудований Сімферопольський завод крапельного зрошення — «Сізакор».
Недостатнє фінансування, відсутність постійного контролю за технічним станом каналу, несвоєчасне технічне обслуговування загрожували призвести до руйнування окремих ділянок каналу і виникнення надзвичайних ситуацій, пов'язаної із затопленням великих територій, руйнуванням будівель, загрозою загибелі людей. Тому вкрай необхідне термінове проведення технічного аудиту усіх зрошувальних систем. Зношення каналу до часу його перекриття у 2014 році перетнуло межу 80 %, понад половина води втрачалася на шляху. Реконструкція обійшлася б Росії в близько 16 млрд рублів (понад 4 млрд гривень) і потребувала б 5 років.
Станом на 2013 рік в АР Крим з 400 тис. зрошувальних земель використовувалось 141 тис. га; з 30 тис. га рисових чек — лише 15,5 тис. га. Після перекриття каналу зрошуваність у Криму впала на 90 %. Через це в Криму стало неможливо чи нераціонально вирощувати рис і сою. Брак води спонукає до фруктівництва, вирощування винограду та традиційного тваринництва.
Внаслідок пошкодження гідротехнічних споруд під час російського вторгнення в Україну 2022 року, Україна втрачала води на 32 млн гривень щодня.

## Екологія

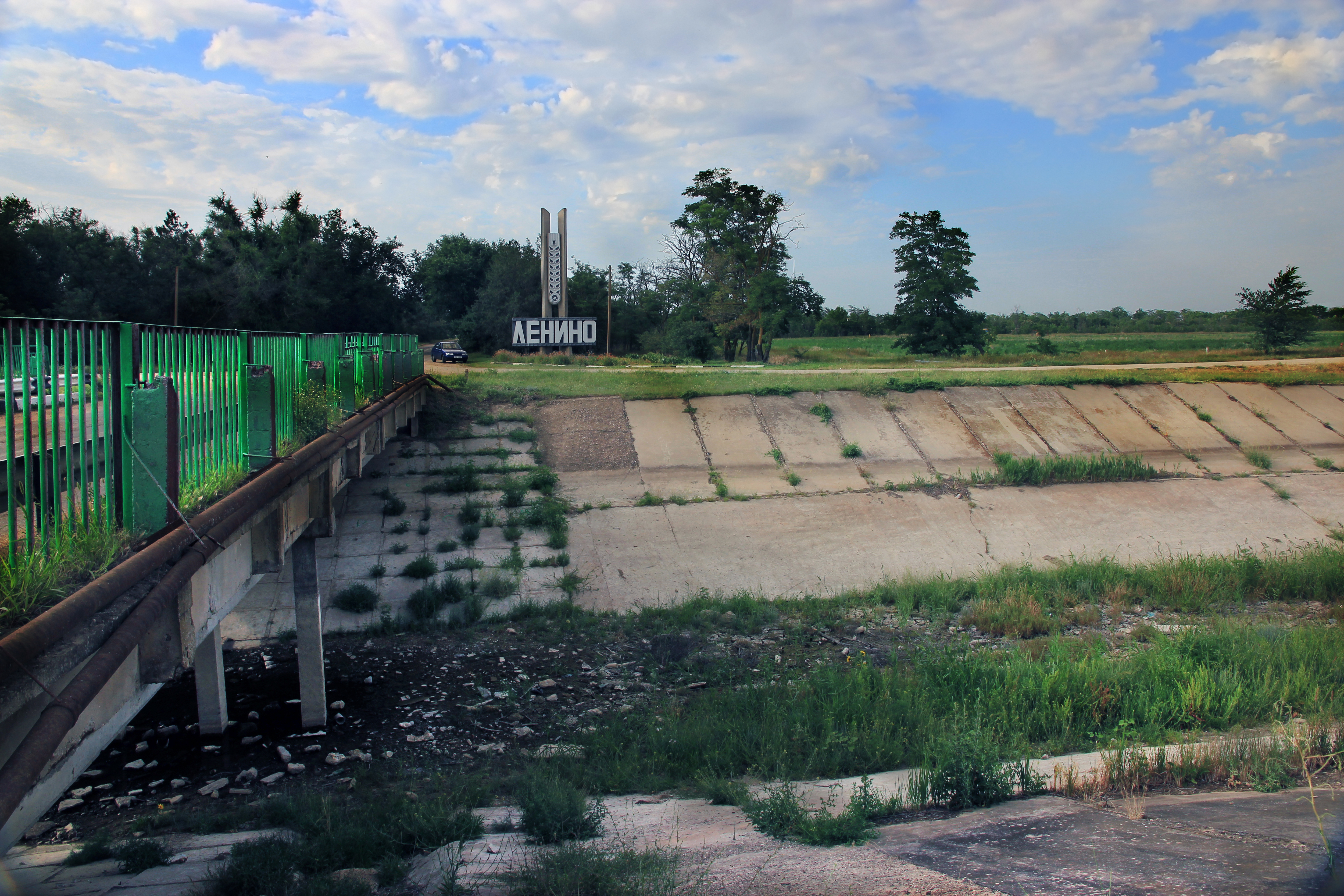
Пересохлий канал у 2014 році

Вже в перші роки побудови зрошувальної системи внаслідок особливих гідрогеологічних умов під впливом зрошення рівні ґрунтових вод почали різко підніматися. Для локалізації цих шкідливих наслідків почали прокладати закритий горизонтальний дренаж. У побут увійшла фраза: «Зрошення на фоні дренажу». До 1981 року зрошувана площа з дренажем займала близько 100 тис. га. Того ж року створене Міжрайонне управління колекторно-дренажних систем.
31 жовтня 1966 року на 92-му км Північнокримського каналу через недбалість при будівництві сталася аварія, внаслідок якої було затоплено 1,8 тис. га поблизу селища Ставки Херсонської області. Через 2 роки аварія трапилась у Джанкойському районі.
Рисові сівозміни (майже 25 тис. га) розміщені на зрошуваних солончакових землях, які раніше не використовувались у сільському господарстві. Урожайність рису за часів Радянського Союзу становила пересічно 40—50 ц/га.
Загальні втрати води через випаровування на відкритих ділянках і просочування в ґрунт на земляних становлять 50 %.
Важливою проблемою залишається засолення ґрунтів, забруднення природних водойм мінеральними добривами (фосфатами) і гербіцидами.

## Альтернативи каналу
Для компенсації нестачі води з каналу російська окупаційна влада використовує водосховище на річці Біюк-Карасу, хоча його недостатньо для досягнення рівня водопостачання, що був до 2014 року.
Утопічні проєкти пропонують транспортувати воду з Кубані, зокрема з річки Дон, облаштувавши в морі загородження, що не дозволяло б солоній і прісній воді змішуватися. Ідея базується на тому, що прісні води можуть переміщатися в солоному середовищі, подібно як течія Амазонки простежується на багато сотень кілометрів у бік Атлантики. Проте течія Дону менш потужна.
Звертаючись до далекого минулого кримських міст Херсонесу та Інкерману, російські спеціалісти пропонують збирати воду в Кримських горах або використовуючи штучне накопичення конденсату. Можливе використання артезіанських свердловин, хоча підземних запасів води вистачить лише на 2-3 роки.
Як рішення розглядається також будівництво станції опріснення морської води, можливо в селищах Морське чи Веселе. Проте опріснення в усякому разі витратніше, ніж постачання одразу прісної води будь-яким способом, тому для сільськогосподарських потреб це було б нераціонально. До того ж найбільше води потребують регіони Криму, віддалені від моря. Отже, потрібно розробити ще й систему доставки води. Також проблемою є те, що окупність станцій опріснення повільна, а їхня робота потребує багато електроенергії. Щолкінська АЕС, що могла б слугувати для таких цілей, лишається недобудованою. Наявні станції опріснення надто малі, щоб забезпечити весь півострів.
Усі ці альтернативи потребують створення нової інфраструктури, тому відновлення постачання води Північнокримським каналом лишається єдиним реалістичним варіантом відродити економіку Криму.

## У філателії

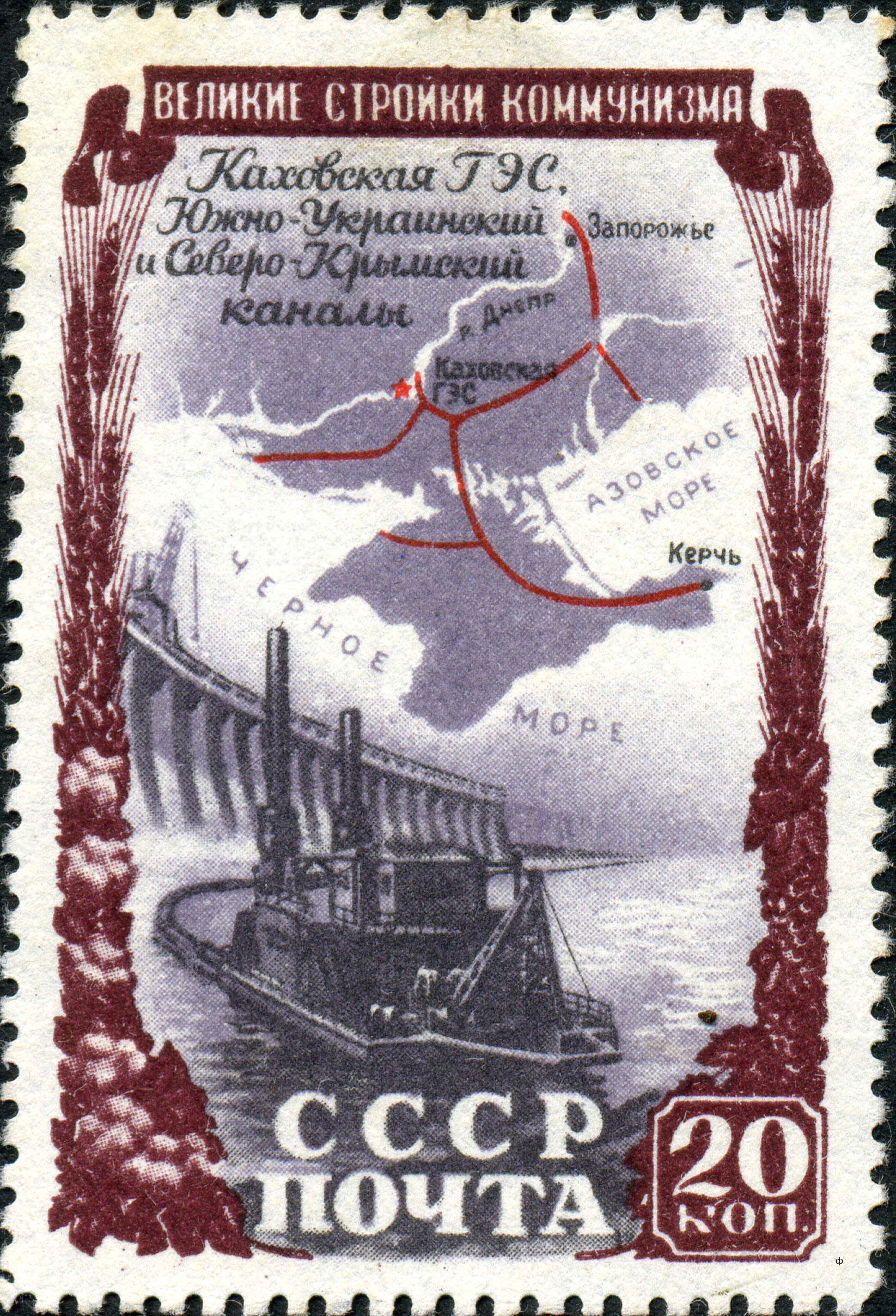
Поштова марка в СРСР (1951)

У 1951 році Міністерство зв'язку СРСР випустило поштову марку, присвячену Північнокримському каналу. Ця марка має особливість — замість Каховської ГЕС, яка ще не існувала у 1951 році, автори марки поставили зображення Дніпровської ГЕС. На той час така маніпуляція не сприймалася негативно, але з часом набула певної одіозності.